# Yoann Bigné
Yoann Bignè (Rennes, 23 agosto 1977) è un ex calciatore francese, che giocava come centrocampista.